# Рыков, Александр Алексеевич
Алекса́ндр Алексе́евич Ры́ков (род. 14 июля 2005, Магнитогорск, Челябинская область) — российский хоккеист, нападающий «Трактора», выступающего в КХЛ.

## Карьера

### В клубах
Воспитанник магнитогорского «Металлурга». В сезоне 2018/19 в результате обмена перешёл в школу челябинского «Трактора». В сезонах 2021/22 и 2022/23 выступал за молодёжную команду «Белые медведи» в МХЛ. Также играет в ВХЛ за «Челмет».
С сезона 2022/23 выступает за «Трактор». Дебютировал в КХЛ 16 октября 2022 года в домашнем матче против «Ак Барса».